# Isidoro Delclaux Aróstegui
Isidoro Delclaux Aróstegui, né à Bilbao (Biscaye, Espagne) le 19 juin 1894 et mort à Getxo (id.) le 30 mars 1984, est un homme politique et entrepreneur, fils de l'industriel Isidoro Delclaux Ibarzábal.